# ОшТВ
ОшТВ — киргизский телеканал. Ведет вещание с 1991 года. Первый частный телеканал в Средней Азии (с 2014 года — государственный).
Компания была принудительно передана в собственность государства через конфискацию имущества от создателя телекомпании. Судебные процессы по поводу изменения собственников и национализации были проведены после беспорядков на юге Кыргызстана 2010 года. До 2022 года телекомпания являлась государственной собственностью и управлялся Фондом по управлению государственным имуществом при Правительстве Кыргызской Республики. С 2022 года телекомпания переведена на баланс мэрии г.Ош.

## История
Телекомпания «ОшТВ» была зарегистрирована в Ошском горсовете ошским предпринимателем — Худайбердиевым Халилжаном (узбек по национальности) как малое предприятие в марте 1991 года при Советском Союзе на основе Закона СССР «О печати и других средствах массовой информации». Программы её производства вышли в эфир 5 мая 1991 года. Изначально канал вещал арендуя эфирное время на частоте Первого государственного канала Киргизии во время её дневного технического перерыва (с 9 до 18 часов). После распада СССР и выхода в 1993 году Закона «О СМИ» Киргизии телекомпания ОшТВ получила регистрационное удостоверение СМИ за номером 055 от 7 апреля 1993 г. от Министерства юстиции. С января 1995 года канал ОшТВ начал вещание на собственном 5-м метровом канале согласно частотному разрешению Госинспекции связи Киргизии (начиная с 1997 года Государственное Агентство Связи при Правительстве Кыргызской Республики) и довел объём вещания до 20 часов в сутки. Вещание велось на киргизском, узбекском и русском языках.

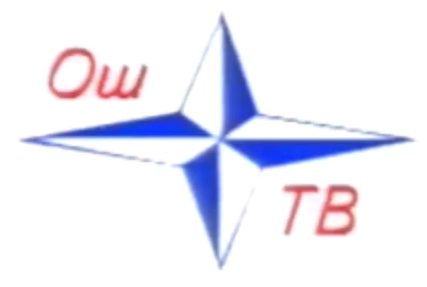
Логотип ОшТВ в 1990-х годах

22 августа 1998 года канал в соответствии с изменениями законодательства стал ОсОО Телерадиокомпания ОшТВ (учредитель — Худайбердиев Халилжан) и был перерегистрирован как СМИ в Министерстве Юстиции Киргизии 25 июля 2001 года за номером 562.
С января 1995 года по март 2004 года телерадиокомпания вещала на 5 метровом канале. С марта 2004 года телеканал вещает на 23 ДМВ канале. За время существования стала самым популярным каналом на юге Киргизии.
Большая популярность телеканала, независимость, влияние на общественное мнение, а также антиузбекские настроения в Киргизии стали одной из причин давления на телеканал, работников и её руководство.
В ходе погромов в г. Ош в июне 2010 года пострадал также и телеканал ОшТВ и был захвачен мэром г. Ош Мырзакматовым. После событий июня 2010 года телеканал вынуждены были покинуть руководство и все журналисты, они скрывались боясь репрессий со стороны властей и гонений со стороны части населения. Многие эмигрировали. После июня 2010 года творческий коллектив обновлен, вещание ведется только на кыргызском языке.

## Судебные разбирательства вокруг телеканала
Первое судебное дело возникло в связи с отказом в регистрации ОшТВ в январе 1991 года со стороны Гостелерадиокомитета Ошской области, после судебного разбирательства телеканал был зарегистрирован в марте 1991 года.
16 марта 1999 года госорган — Госкомитет по радиочастотам постановил об изъятии частоты 5-го метрового канала и переводе на 23 ДМВ канал ОшТВ без соответствующей компенсации и подготовки, что означало фактическое закрытие телеканала. По искам телеканала состоялись 4 судебных процесса в арбитражных судах города Бишкек (18 ноября 2000 г., 1 февраля 2001 г., 12 июня 2001 г., 13 сентября 2001 г.) в конечном итоге иск ОшТВ удовлетворили и суд оставил телекомпанию на 5 канале.
Несмотря на это в марте 2004 года ОшТВ вынудили покинуть 5 канал и перейти на 23 ДМВ канал, где он вещает по настоящее время.

## Захват компании
После кровавых событий июня 2010 года на юге Киргизии Худайбердиев Х. под угрозами передал 51 % акций компании другим лицам, уже находясь в политической эмиграции основатель и владелец телеканала Худайбердиев Х. был заочно осужден на 20 лет с конфискацией имущества. По мнению журналистских организаций и самого Худайбердиева обвинения были сфабрикованы. Апелляции Х. Худайбердиева в вышестоящие суды Киргизии не были удовлетворены.
Решением Ошского межрайонного суда от 8 декабря 2010 года Худайбердиев Х. был исключен из числа учредителей и 100 % владельцем стал Кошбаев К., затем 5 апреля 2011 года Кошбаев К. передал все акции Абдыкапарову А. (члену партии «Улуттар биримдиги». Лидером партии является Мелис Мырзакматов).
Решением Ошского облсуда от 6 марта 2014 года, а затем и Ошского межрайонного суда от 31 марта 2014 года, областного суда от 12 мая 2014 года все соглашения и судебные решения принятые в отношении телеканала начиная со 2 июля 2010 года отменены и 100 % владельцем телеканала объявлен Х. Худайбердиев. Затем уже на основании конфискационного решения Джалал-Абадского городского суда и последующих судов в отношении Х. Худайбердиева телеканал ОшТВ национализирован решением Госкомимущества Киргизии от 30 июня 2014года и в настоящее время является государственным каналом.

## Достижения
За все время медиаисследований со стороны компании Маркетинг-Инфо (2004-2005-2006-2007-2008-2009) по номинации «Лучшее местное телевидение» акции «Выбор южной столицы» Телерадиокомпания «ОшТВ» с большим отрывом занимает первое место. Остальные места распределялись среди 5 других ТРК г. Ош. Ежегодно 5 мая в честь дня рождения телеканала проводился праздник с участием более 30 тысяч жителей и гостей города Ош. Роль телеканала в освещении демократических процессов в Кыргызстане отмечала газета «НЬЮ ЙОРК ТАЙМС» 30 марта 2005 года в статье Крейга Смита (Craig S . Smith).

## Кадры телеканала
- Шакиров Мамиржон - первый главный редактор, затем создал телеканал МезонТВ, директор канала ДДД.
- Мамырканов Эрнис (недоступная ссылка) — бывший исполнительный директор, в настоящее время замминистра транспорта и коммуникации Кыргызстана.
- Ишанов Дилмурат - отличник культуры, человек которого смело можно называть отцом ОшТВ. Работает в ОшТВ с 1994 года. За хорошую и активную работу начальство его оценило и с 2013 года по наст.время является зам.генерального директора по финансовым вопросам. Дважды избирался депутатом в городской кенеш г.Ош с 2011 по 2012 и с 2014 по 2016. Стоит упомянуть и то что в 1999 году Дилмурат добровольно отправился в Баткенскую область оператором для вещания событий названных "Баткенскими событиями".
- Кенжабаев Баходир - отличник культуры, самый узнаваемый и один из старейших работников ОшТВ, признанный своими коллегами "легендарный оператор".  Посвятил свою жизнь ОшТВ, сильно поспособствовал развитию и популяризации телеканала. Начинал свою деятельность в 2000 года в ТРК Пирамида оператор-монтажёром, затем с 2001 года оператор-монтажёр в ОшТВ. С 2005 года ушёл в К-плюс ТВ оператор-монтажёром. С 2006 года по просьбе начальства ОшТВ помочь с техническими вопросами перешёл в ОшТВ и был назначен на должность главного оператора. Потом в 2012 году назначается главным режиссёром.
- Уктам Каримов Архивная копия от 17 ноября 2016 на Wayback Machine (Сарвар Усмон) - бывший главный редактор, в настоящее время ведущий в Радио Свобода (Озодлик).
- Айтиева Максуда - ведущая программ, также гендиректор ЭлТР, второго национального телеканала Кыргызстана.
- Касымалиева Аида Архивная копия от 16 июня 2015 на Wayback Machine - ведущая программ, генпродюсер канала НТС в Кыргызстане, затем избрана вице - спикером Парламента Кыргызстана.

Многие стали ведущими журналистами и техническими работниками крупнейших СМИ Кыргызстана.